# Polyerata decora
Polyerata decora là một loài chim trong họ Trochilidae.